# Mazus solanifolius
Mazus solanifolius är en tvåhjärtbladig växtart som beskrevs av Tsoong och H.P. Yang. Mazus solanifolius ingår i släktet Mazus och familjen Mazaceae. Inga underarter finns listade i Catalogue of Life.